# 天空藍魔蝦
天空藍魔蝦（Cherax albidus），亞洲俗名又稱為純藍螯蝦、天空藍魔蝦、歐比特斯螯蝦、澳比杜斯螯蝦，最為通用的俗名為yabby，原產於澳洲，僅分布在澳洲西部。

## 體型
有些螯蝦的個體偶可長到20公分，但比較常見地個體大概都長到10至15公分長。

## 食物
屬雜食性，主要是夜行性，在晚上主要是吃藻類和綠色植物 ，某些時候也會吃小魚或撿拾動物的腐屍，是十分標準的雜食主義者，人工養殖的話，可餵食蝦糧。

## 經濟價值
容易與另一種很受歡迎的水產養殖甲殼動物的破壞者螯蝦（Cherax destructor）混淆，本種同樣深受歡迎，擁有比純藍型的體色，甚至是更稀有的寶藍色型的體色。